# Różanecznik olbrzymi
Różanecznik olbrzymi (Rhododendron maximum) – gatunek krzewu, należący do rodziny wrzosowatych. Pochodzi ze Stanów Zjednoczonych i Kanady. Pomimo że jest odporny na mróz, w Polsce nie jest zwykle uprawiany ze względu na źle wyglądające, gnijące liście młodych osobników. Można go spotkać w starych ogrodach i parkach przypałacowych na Dolnym Śląsku. W łatwy sposób rozmnażane z nasion.

## Morfologia
PokrójZimozielony, gęsto ulistniony, 4-5 metrowy krzew o zwartym pokroju. W stanie dzikim osiąga nawet 12 metrów wysokości.
LiścieCiemnozielone, z lekkim połyskiem, zwężające się do podstawy.
KwiatyW pąku różowe, stopniowo przechodzące do białego.

## Uprawa
WymaganiaW Polsce jest całkowicie mrozoodporny (strefy mrozoodporności 4-9), znosi bez szwanku najcięższe u nas mrozy, pod warunkiem, że na jesieni został dobrze nawodniony. Lubi miejsca półcieniste, o stałej wilgotności podłoża. Podłoże powinno być żyzne, próchniczne, o kwaśnym odczynie (pH 4– 5). Takie podłoże  można otrzymać poprzez dodanie do dobrej ziemi ogrodniczej kwaśnego torfu, zmielonej kory lub przegniłego igliwia. Źle toleruje silne wiatry, (powodujące zwiększoną transpirację), dlatego powinien rosnąć na zasłoniętym stanowisku. Doskonale prezentuje się na tle iglaków.
Sposób uprawySadzi się go tylko wraz z bryłą korzeniową. W utrzymaniu wilgoci pomaga ściółkowanie podłoża. Łatwo można przesadzać nawet duże różaneczniki (oczywiście wraz z bryłą korzeniową), gdyż mają zwartą, niedużą bryłę korzeniową. Należy systematycznie nawozić od maja do sierpnia, ale niedużymi dawkami nawozów, gdyż jest wrażliwy na zasolenie gleby, lub stosować nawozy o przedłużonym działaniu. Koniecznie należy stosować nawozy kwaśne (siarczan amonu, siarczan potasu), a najlepiej specjalne mieszanki nawozów do rododendronów. Nie należy wapnować. Aby rośliny obficie kwitnęły na następny rok, należy po przekwitnięciu ściąć całe kwiatostany, gdyż stają się nieładne, a ponadto wyczerpują nadmiernie roślinę. Nie wymaga żadnego cięcia, należy tylko usuwać uschnięte liście i obumarłe pędy.